# Okręg Reims
Okręg Reims (fr. Arrondissement de Reims) – okręg w północno-wschodniej Francji. Populacja wynosi 292 tysiące.

## Podział administracyjny
W skład okręgu wchodzą następujące kantony:
- Beine-Nauroy,
- Bourgogne,
- Châtillon-sur-Marne,
- Fismes,
- Reims-1,
- Reims-2,
- Reims-3,
- Reims-4,
- Reims-5,
- Reims-6,
- Reims-7,
- Reims-8,
- Reims-9,
- Reims-10,
- Verzy,
- Ville-en-Tardenois.